# Черёмушка (Хакасия)
Черёмушка (хак. Нымырттығ) — деревня в Боградском районе Республики Хакасии. Входит в Знаменский сельсовет. Число хозяйств 47, население 102 чел. (на 01.01.2004), в том числе русские, немцы, хакасы.

## География
Расположена на северо-востоке Хакасии, в лесном массиве у ручья Черёмушка, в 35 км на северо-восток от райцентра — с. Боград.
Расстояние до ж.-д. ст. Сон 85 км, до аэропорта Абакана 100 км, до пристани в с. Новосёлово 105 км.

## Население
| 2002 | 2010 |
| ---- | ---- |
| 112  | ↘73  |

## История
Образована в 1920. В годы коллективизации создан колхоз «Новая жизнь» — позднее вошёл в совхоз «Знаменский» (ныне — крест.-фермерское х-во «Весна»).

## Инфраструктура
Основа экономики — сельское хозяйство .
Имеются (на 2004 год) начальная школа, клуб, фельдшерско-акушерский пункт.

## Население
| 2002 | 2010 |
| ---- | ---- |
| 112  | ↘73  |